# Kyle Davis
Kyle Davis (Downey (Californië), 9 juli 1978) is een Amerikaans acteur.

## Biografie
Davis werd geboren in Downey (Californië) en verhuisde op veertienjarige leeftijd met zijn familie naar Arizona. Hij voltooide zijn middelbare school aan de Sedona Red Rock High School in Sedona en behaalde vervolgens een diploma in fotografie aan de Yavapi Community College in Yavapai County. Na zijn studie had hij plannen om dienst te nemen in het Amerikaanse leger, maar vanwege een verwonding waardoor hij blind werd aan één oog, kon hij dit niet realiseren. In 1998 verhuisde hij naar Zuid-Californië met de intentie om een professioneel skateboarder te worden. Helaas scheurde hij al snel zijn kruisband. Daarna wilde hij acteur te worden.
In 2001 maakte Davis zijn acteerdebuut in de televisieserie Angel en speelde daarna in diverse andere televisieseries en films.
Davis trad in het huwelijk in 2011 en woont momenteel met zijn vrouw in Hollywood.

## Filmografie

### Films
Uitgezonderd korte films.
- 2021 The Legend of Resurrection Mary - als Peter
- 2016 Shortwave - als Thomas
- 2016 Soy Nero - als Armstrong
- 2014 Into the Storm – als Donk
- 2013 Skinwalker Ranch – als Ray Reed
- 2012 Overnight – als tiran in vliegtuig
- 2009 The Last Lovecraft: Relic of Cthulhu – als Jeff
- 2009 Friday the 13th – als Donnie
- 2007 Resurrection Mary – als Peter Johnson
- 2007 Kiss the Bride – als politieagent Harley
- 2007 The Hitcher – als winkelier in Buford
- 2005 Elizabethtown – als kunstzinnige jongen
- 2005 Wheelman – als Logan
- 2002 Catch Me If You Can – als jongen
- 2002 Crossroads – als burnout van high school

### Televisieseries
Uitgezonderd eenmalige gastrollen.
- 2014 Enlisted – als soldaat Dobkiss – 13 afl.
- 2011-2012 Wilfred – als Budtender – 2 afl.
- 2011 American Horror Story – als Dallas – 4 afl.
- 2011 Dexter – als Steve Dorsey – 3 afl.
- 2009-2011 Men of a Certain Age – als Steve – 6 afl.
- 2007-2010 It's Always Sunny in Philadelphia – als L'il Kevin – 2 afl.
- 2001-2002 Felicity – als student – 2 afl.

- International Standard Name Identifier: 0000 0000 5664 3225
- Library of Congress Control Number: no2011055983
- Virtual International Authority File: 170374468
- WorldCat: E39PBJd8br3XC34FtfMJKbrKBP